# Tulcán
Tulcán is een stad en een parochie (parroquia) in Ecuador in het kanton Tulcán, en de hoofdstad van de provincie Carchi. De stad telt ongeveer 60.000 inwoners.
Tulcán ligt op 2950 meter boven zeeniveau. De stad is gelegen in het uiterste noorden van het land, tegen de grens met Colombia aan. Door de nabijheid van de grens en de ligging aan de Pan-Amerikaanse Snelweg kent de stad veel commercie. De stad is de zetel van het rooms-katholieke bisdom Tulcán.
Tulcán werd in 1830 gesticht door Spaanse kolonisten.